# 里克曼斯沃斯
里克曼沃斯（英語：Rickmansworth）是英格蘭赫特福德郡西南部的一個小鎮，位於倫敦市中心西北20英里（32）處。這裡的經濟以農業為主
，其中又以乳牛養殖業較為興盛。里克曼沃斯還是不少電視劇和電影的取景地點。